# Pierre Contant d'Ivry
Pour les articles homonymes, voir Contant.
Pierre Contant d'Ivry est un architecte et décorateur français né à Ivry-sur-Seine le 11 mai 1698 et mort à Paris le 1er octobre 1777.

## Biographie
Architecte du Roi, Pierre Contant d'Ivry (ou Constant d'Ivry) travailla essentiellement pour la Couronne et pour des clients de haut rang. Il eut le titre d’architecte du prince de Conti entre 1737 et 1749 avant de devenir, en 1750, architecte du duc d'Orléans. Pour Louis Philippe d'Orléans (1725-1785), il transforma le Palais-Royal en 1754. Le bâtiment, très admiré, fut publié par Diderot et d'Alembert dans l'Encyclopédie dès 1762. Il entre dès 1728 à l'Académie royale d'architecture.
En 1757, il donna un projet pour la nouvelle église de la Madeleine, inspiré du projet de Jacques-Germain Soufflot pour l'église Sainte-Geneviève de Paris, dont la première pierre fut posée par Louis XV en 1763 et qui fut formellement approuvé l'année suivante. Mais la mort de l'architecte en 1777, alors que seules les fondations avaient été creusées, conduisit à modifier complètement le parti initial.
Son œuvre est un trait d'union entre le rocaille et le néoclassicisme. Elle était extrêmement admirée par ses contemporains. Bachaumont le qualifie d'« architecte très entendu et très élégant connu par les belles choses qu'il a faites à Bizy pour le maréchal de Belle-Isle ». Bonnet le juge en 1752 « l'architecte le plus en vogue ».

## Principales réalisations

### Bâtiments

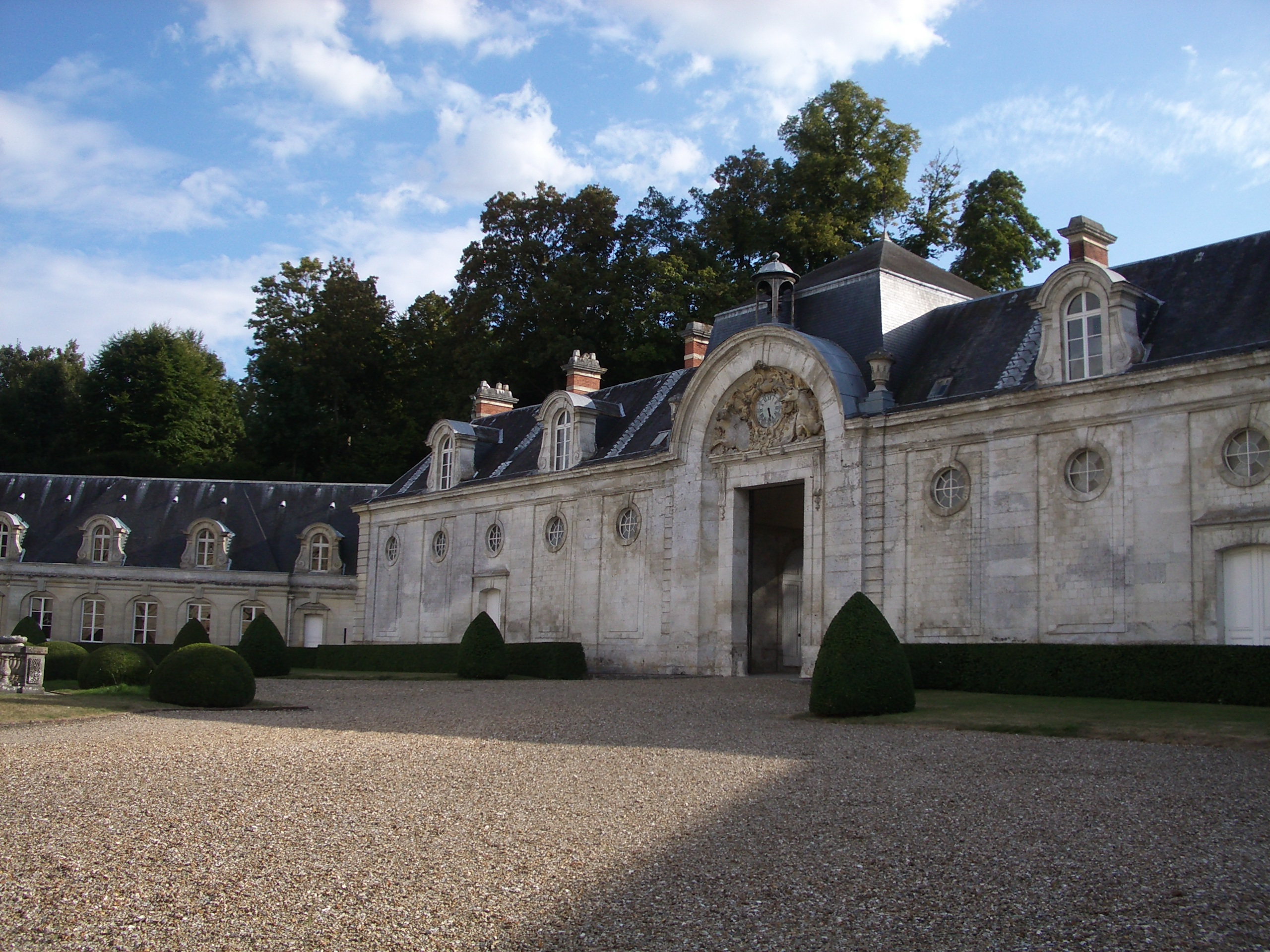
Les écuries du château de Bizy à Vernon, œuvre de Contant d'Ivry

- Château de Bizy à Vernon (Eure), pour le maréchal de Belle-Isle (v. 1740, en partie détruit).
- Hôtel d'Évreux, no 19 place Vendôme à Paris : grand escalier (1747).
- Château d'Arnouville à Arnouville-lès-Gonesse, en collaboration avec Jean-Michel Chevotet, pour Jean-Baptiste de Machault d'Arnouville (1751-1757).
- Palais-Royal à Paris : escalier monumental (1765), décor de la salle de la section des Finances du Conseil d'État, salle du Tribunal des conflits (ancienne salle à manger de la duchesse d'Orléans, 1765).
- Château de Saint-Cloud
- Abbaye de Penthemont, rue de Bellechasse et rue de Grenelle à Paris : le projet publié par Contant d'Ivry en 1769 est toutefois différent de celui qui a été réalisé.
- Hôpital général de Valenciennes (1750)
- Château d'Heilly (Somme).
- Château d'Hénencourt (Somme).
- Cathédrale Notre-Dame-et-Saint-Vaast d'Arras.
- Église Saint-Wasnon de Condé-sur-l'Escaut (1751).
- Chapelle du château de Stors (Val-d'Oise), pour le prince de Conti.

### Jardins
- Parc du château de Chamarande (Essonne).
- Parc du château d'Heilly (Somme).
- Parc du château de Bizy à Vernon (Eure).
- Parc du château de L'Isle-Adam à L'Isle-Adam.
- Parc et terrasses monumentales du château de Stors (Val-d'Oise).

### Mobilier
- Console en bois doré, 1750-1755, The Getty Center, Los Angeles.

## Données d'archives
- Archives Nationales. Minutes de François Brichard (étude XXIII). 8 octobre 1777. Inventaire après décès de Pierre Contant d'Ivry.